# Диоскуры, укрощающие коней

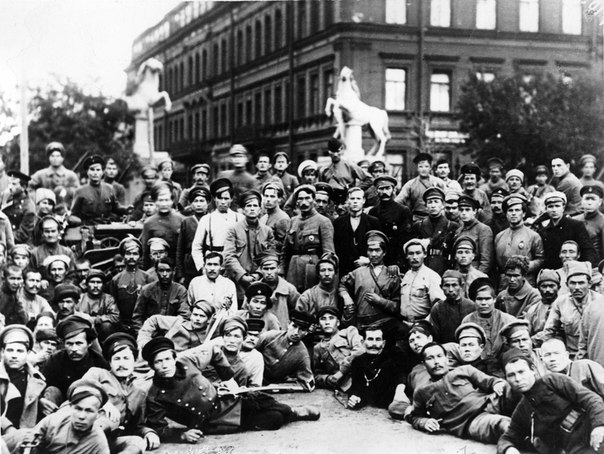
Башкирская кавалерийская дивизия в Петрограде в 1919 году на фоне статуй диоскуров, стоящих со стороны казарм

Скульптурные группы «Диоскуры, укрощающие коней» — памятники архитектуры, расположенные в Санкт-Петербурге у Конногвардейского манежа, современный адрес — Исаакиевская площадь, 1.
Скульптуры стоят на постаментах перед портиком манежа. Их выполнил Паоло Трискорни по заказу Джакомо Кваренги от 1806 года по образцу античных Диоскуров, украшающих фонтан перед Квиринальским дворцом. Статуи были доставлены в Россию в 1817 году. На период изготовления и доставки скульптур  у входа в манеж были временно установлены парные статуи кентавров.
Юноши сдерживают вставших на дыбы коней. Диоскуры сделаны из мрамора, в связи с чем не изображены поводья. Группы практически идентичны, композиция построена по принципу симметрии, кони поворачивают головы друг к другу, однако у одного из братьев плащ висит на плече, у другого — на руке. У ног каждого стоят античные доспехи, а под брюхом у коней сделаны мраморные подпорки-тумбы.
Статуи уменьшены по сравнению с оригинальными («Вышиной фигуры от пьедестала в 3,5, а лошадь 4,5 аршина»), на одной из скульптур есть надпись «Паоло Трискорни исполнил в Карраре в 1810 году» (доставка заняла семь лет из-за континентальной блокады Наполеона).
В 1840-х годах статуи переносили к казармам лейб-гвардии Конного полка в Конногвардейский переулок (к противоположному торцу Манежа) из-за возмущения духовенства, считавшего неприемлемым нахождение обнажённой натуры рядом с Исаакиевским собором.
Во время Великой Отечественной войны статуи были укрыты в земле.
В 1954 году Диоскуров вернули на прежнее место, но за время отсутствия были утрачены оригинальные постаменты из полированного красного гранита, вместо них были поставлены блоки серого гранита.